# Bōtaoshi

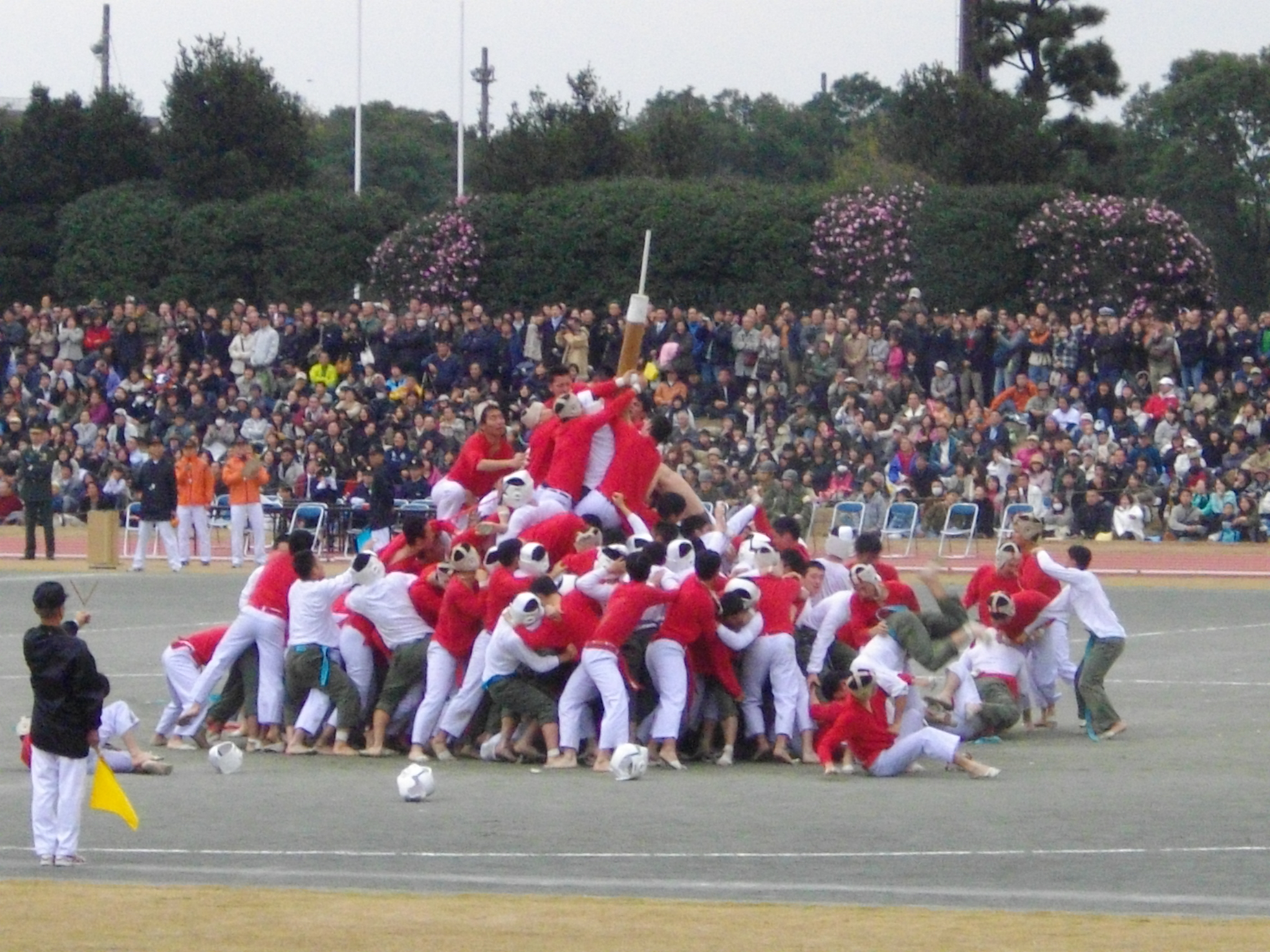
Due squadre mentre si contendono il palo

Il bōtaoshi (棒倒し?, letteralmente "far cadere il palo") è un gioco/sport studentesco giapponese simile al rubabandiera.
Si tratta di un gioco di squadra popolare nelle scuole superiori, in particolare durante le undōkai (運動会, "riunioni sportive"). Famosa per le sue proporzioni è la rassegna annuale di bōtaoshi degli studenti dell'Accademia militare nazionale, istituzione nella quale sarebbe nato questo sport, che vede due squadre da 150 giocatori ciascuna contendersi il titolo della scuola. Questi eventi ricadono in primavera oppure a novembre, durante le celebrazioni per l'anniversario di fondazione delle Forze di autodifesa giapponesi.

## Regole[3][4][5]
Il gioco consiste in due squadre che si scontrano l'una con l'altra con l'obiettivo di far cadere il palo avversario, difendendo nel mentre il proprio. Le squadre sono divise in attaccanti e difensori. All'inizio del gioco ciascuna squadra si divide in due gruppi di eguale numero, uno per l'attacco e uno per la difesa. Quando il giudice di gara dà il via, suonando una campana, gli attaccanti corrono in gruppo verso la postazione della difesa avversaria, mentre i difensori rimangono a proteggere il proprio palo. Vince la squadra che per prima riesce a far cadere il palo avversario, o a piegarlo di almeno 30 gradi.
Il palo ha un'altezza che va, in media, dai 3 ai 5 metri ed è tenuto in piedi dai difensori.
Vista la complessità delle operazioni e l'elevato numero di giocatori coinvolti, il gioco richiede sia doti fisiche che tattiche.

### Posizioni dei giocatori

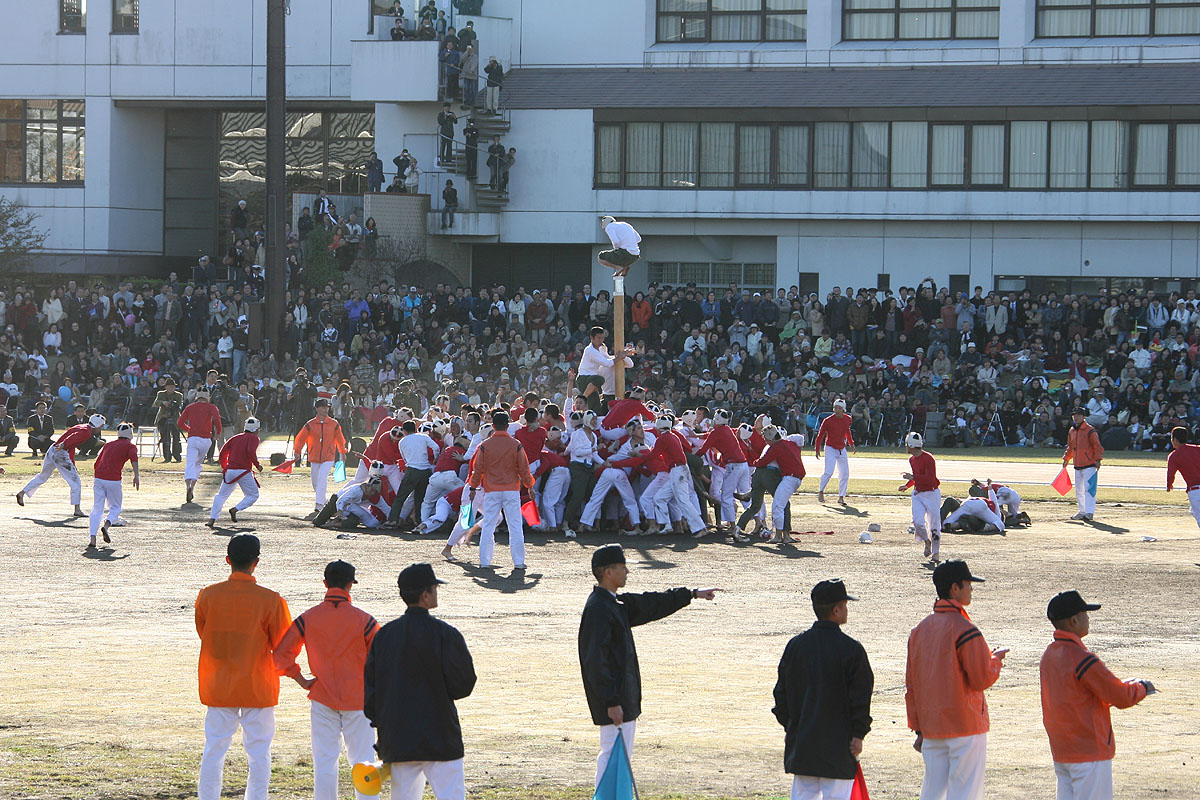
Difensori accerchiati dagli attaccanti (vestiti di rosso). Notare il Ninja in cima al palo.

### Posizioni dei giocatori[7][8]

#### Difesa
- Base del palo: lo sorreggono in posizione verticale.
- Barriera: La parte più importante della difesa. Hanno il compito di proteggere il palo dagli attaccanti.
- Contrastatori: disturbano e provano ad arrestare gli attaccanti prima di raggiungere la barriera.
- Mischia: i difensori che fanno ponte dei propri compagni di squadra, arrampicandosi sopra alla barriera per impedire agli attaccanti di raggiungere il palo.
- Ninja: Il giocatore che sta accovacciato in cima al palo. Una delle posizioni fondamentali della difesa, visto che il ninja deve continuare a muoversi a seconda delle inclinazioni del palo, bilanciandolo per evitarne la caduta.

#### Attacco
- Mischia: la prima ondata di attaccanti, che dopo lo scontro coi difensori funge da scalino o trampolo per gli attaccanti seguenti, che provano così a superare la Barriera.
- Attacco al palo: gli attaccanti che devono far cadere il Ninja o il palo usando il loro stesso peso.
- Attaccanti generali: Fanno il loro possibile per sabotare le operazioni della difesa.

### Precauzioni[9]
Viste le dinamiche del gioco, particolarmente aggressive e il numero elevato di giocatori, il rischio di infortuni è particolarmente elevato. Per ridurne i rischi vengono adottate particolari cautele, come l'utilizzo di caschetti protettivi simili a quelli del football americano, il divieto di indossare calzature (si gioca appunto a piedi nudi), il divieto di indossare fasce, cappucci o altre estensioni degli indumenti che potrebbero rimanere incastrate nella ressa, indumenti o parti di essi che potrebbero risultare abrasivi o taglienti.